# ФЭД-5С
ФЭД-5С — малоформатный дальномерный фотоаппарат со сменными объективами, разработанный в 1977 году, как упрощённый вариант «ФЭД-5». Крупносерийный выпуск начат Харьковским производственным машиностроительным объединением «ФЭД» в 1983 году и продолжался до начала 1990-х. Считается дальнейшим развитием куркового варианта «ФЭД-4». Основное отличие от модели без буквенного индекса — видимые в поле зрения видоискателя подсвеченные кадроограничительные рамки с параллактическими отметками. Также отсутствует механизм диоптрийной коррекции под зрение фотографа.

## Технические характеристики

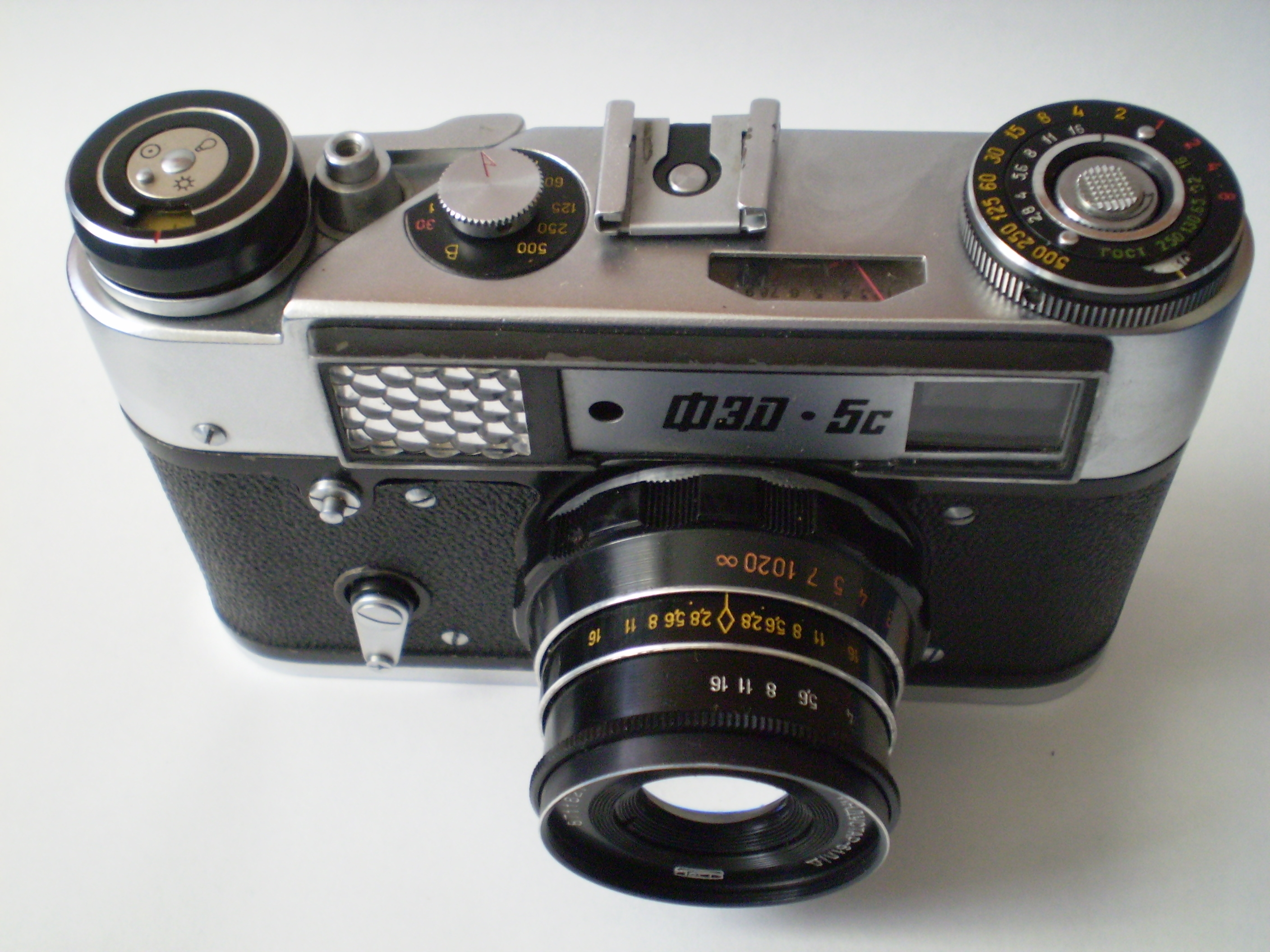
Фотоаппарат «ФЭД-5С», верхняя панель

- Тип применяемого фотоматериала — фотоплёнка типа 135 в стандартных кассетах. Размер кадра — 24×36 мм. Возможно применение двухцилиндровых кассет с раздвижной щелью.
- Корпус — металлический, со съёмной задней стенкой.
- Курковый взвод затвора и перемотки плёнки. Курок имеет транспортное и рабочее положения.
- Счётчик кадров автоматически сбрасывающийся при снятии задней стенки фотоаппарата.
- Обратная перемотка фотоплёнки выдвижной цилиндрической головкой.
- Штатный объектив — «Индустар-61 Л/Д» 2,8/55, просветлённый. Присоединительные размеры для насадок: гладких — 42 мм; резьбовых (светофильтров) — М40,5×0,5 мм.
- Фотографический затвор обеспечивает следующие выдержки: 1/500, 1/250, 1/125, 1/60, 1/30, 1/15, 1/8, 1/4, 1/2, 1 с и «B» — длительную выдержку.
- Видоискатель сопряжён с дальномером, база дальномера 43 мм.
- Имеется встроенный несопряжённый селеновый фотоэкспонометр.
- Синхроконтакт «X», выдержка синхронизации 1/30 с и более. На камерах ранних выпусков отсутствовал центральный синхроконтакт.
- Механический автоспуск.
- Резьба штативного гнезда — 1/4 дюйма.

Фотоаппарат «ФЭД-5С» стоил 78 рублей, на один рубль дороже, чем «ФЭД-5».